# Winkelcentrum De Hooge Meeren
Winkelcentrum De Hooge Meeren is een overdekt winkelcentrum in de Nederlandse plaats Hoogezand. Het winkelcentrum heeft een oppervlakte van 23.000 m² met circa 100 winkels, waarmee het een van de grootste winkelcentra van Noord-Nederland is. Om het gehele gebouw geldt gratis parkeren. Tegenover het winkelcentrum zijn het gemeentehuis van Midden-Groningen en theater Kielzog te vinden.
Het winkelcentrum is geopend in 1969, oorspronkelijk was het beperkt in omvang en niet volledig overdekt. De eerst gebruikte naam voor het centrum was 'Gorecht' naar de gelijknamige wijk van Hoogezand. Later werd dat 'Groot Gorecht' en ten slotte 'De Hooge Meeren' Ook de naam Stadshart is wel gebruikt in het verleden. 
In de jaren 70 en begin jaren 80 van de vorige eeuw was er een warenhuis van Vroom & Dreesman (V&D) gevestigd in het winkelcentrum. De HEMA is er sinds begin jaren 1990) aanwezig. Deze bevond zich daarvoor, net als diverse andere winkels niet in het winkelcentrum maar aan de Hoofdstraat van Hoogezand. Mede door het beleid van de voormalige gemeente Hoogezand-Sappemeer zijn de winkelcentra in deze plaats gecentraliseerd, waarbij de Hooge Meeren het hoofdwinkelcentrum van de stad werd.